# Taeniolabis
Il teniolabide (gen. Taeniolabis) è un mammifero estinto, appartenente ai multitubercolati. I suoi resti fossili sono stati ritrovati in Nordamerica, in strati del Paleocene inferiore e medio (63 – 60 milioni di anni fa).

## Molari specializzati
Come i roditori, il teniolabide possedeva denti adatti a rosicchiare e dotati di un meccanismo auto affilante. Solo la parte anteriore degli incisivi era coperta da smalto, mentre il resto del dente era costituito da materiale più soffice, che si usurava più facilmente. In questo modo il dente possedeva sempre un bordo tagliente nella parte frontale. I premolari acuminati erano fortemente ridotti, mentre i molari formavano grandi superfici complesse, dotate di un notevole numero di cuspidi.

## Il più grande tra i multitubercolati
Questo animale simile a un castoro per forma e dimensioni era il più grande tra i multitubercolati. Raggiungeva un peso di forse trenta chilogrammi, e il suo cranio misurava anche 18 centimetri di lunghezza. I suoi incisivi ben sviluppati e i molari complessi sono una prova che il teniolabide, al contrario di molti altri mammiferi del Paleocene inferiore, era specializzato verso una dieta vegetariana.

## Classificazione e specie
Il teniolabide è il genere più noto dei teniolabidoidi, un particolare gruppo di multitubercolati dotati di un cranio robusto e dalle abitudini semiacquatiche o fossorie. Accanto al teniolabide esistevano altri multitubercolati notevolmente diversi, come Ptilodus, simili a scoiattoli e di dimensioni molto inferiori rispetto a quelle del teniolabide. Un animale strettamente imparentato a Taeniolabis è Lambdopsalis, del Paleocene superiore della Cina.

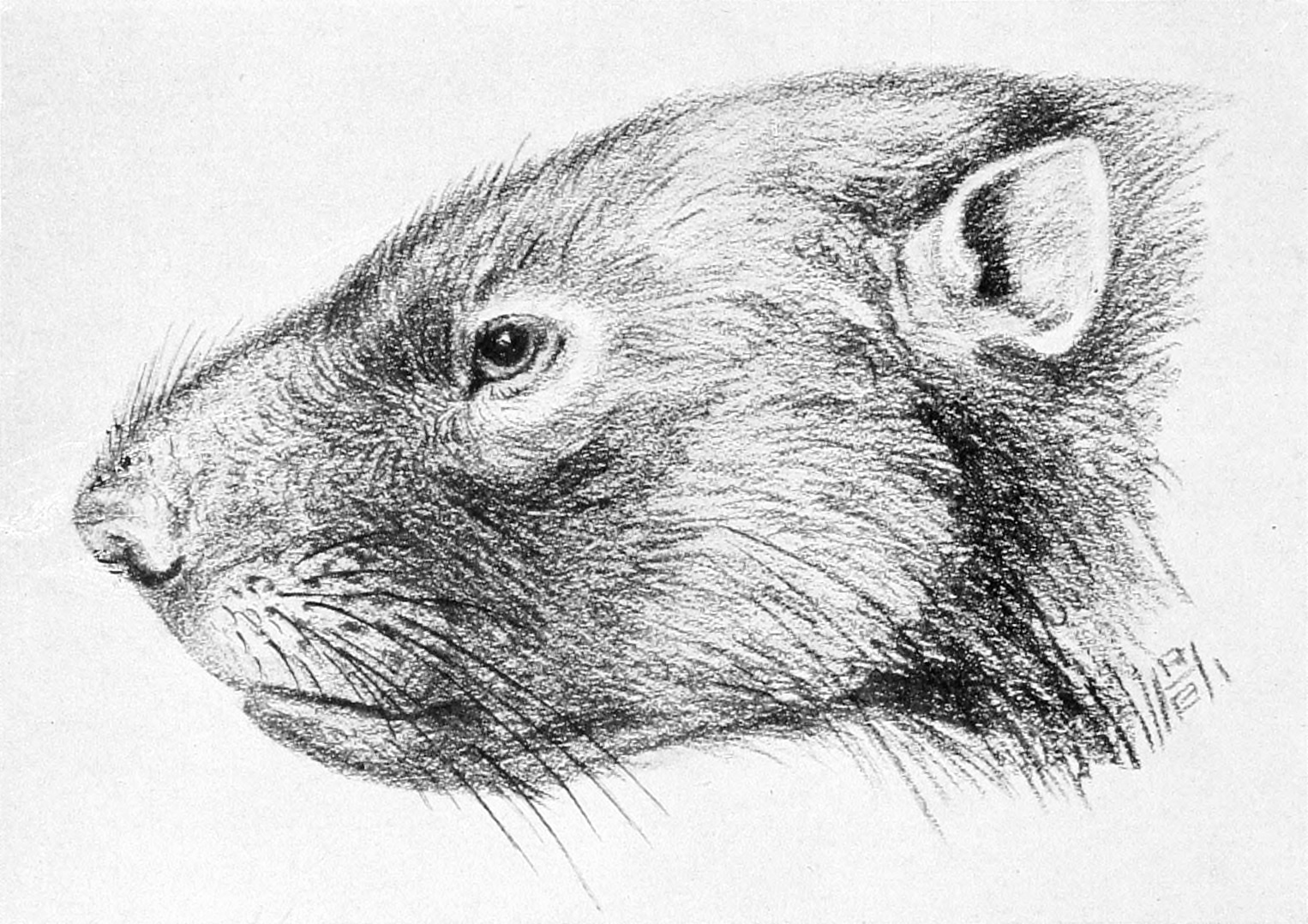
Ricostruzione della testa di Taeniolabis taoensis

Il genere Taeniolabis venne descritto da Edward Drinker Cope nel 1882. La specie tipo, Taeniolabis taoensis, è conosciuta in Nuovo Messico, Wyoming e Saskatchewan. Un'altra specie, Taeniolabis lamberti, descritta da Simmons nel 1987 e rinvenuta nel Montana, era più piccola della precedente.

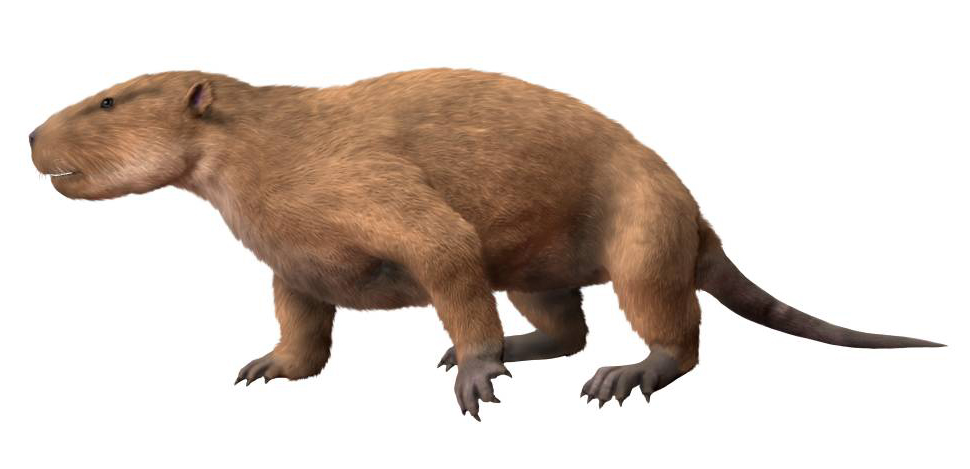
Ricostruzione di Taeniolabis